# اولی امتا
اولی امتا (انگلیسی: Olli Määttä؛ زادهٔ ۲۲ اوت ۱۹۹۴) بازیکن هاکی روی یخ اهل فنلاند است.